# دة تشملي
دة تشملي (بالفارسية: ده چملی) هي قرية تقع في قسم هوديان الريفي (مقاطعة دلغان) في إيران.